# De Zijl Zwemsport
De Zijl Zwemsport was de grootste zwemsportvereniging in de Leidse regio. In het jaar 2018 fuseerde De Zijl met LZ 1886 tot ZVL-1886.
Deze Nederlandse vereniging organiseert zwemlessen en heeft tevens afdelingen voor de wedstrijdsporten waterpolo, triatlon en wedstrijdzwemmen. De vereniging heeft meer dan 1500 actieve leden en maakt hoofdzakelijk gebruik van zwembad De Zijl en Poelmeer. De clubkleuren zijn rood en blauw.

## Geschiedenis
De vereniging was in 2003 voortgekomen uit de verenigingen 'De Zijl-LGB' uit Leiden en Vivax uit Oegstgeest. In 2013 trok Vivax zich na een stemming in de algemene ledenvergadering terug uit "de Zijl sg" en vanaf dat moment maakte Vivax geen onderdeel meer uit van "De Zijl Zwemsport".

### De Zijl-LGB
'De Zijl-LGB' was een zwem-, polo- en triatlonvereniging uit Leiden. De vereniging ontstond in 1971 uit een fusie tussen De Zijl en LGB (De Leidse Golfbrekers). De Zijl, opgericht op 29 juli 1922, had een grote groep waterpoloërs. Bij De Leidse Golfbrekers, opgericht op 14 juni 1946, behoorden Olympische zwemkandidaten tot de oud-leden. Na de oprichting ontstond het clubblad 'De Zijl-LGB Post'.
De eerste vijf jaar maakte de vereniging een grote ontwikkeling door. Bij het waterpolo werden diverse kampioenschappen gevierd. Waterpoloër Albert Spijker was de eerste senior international van de vereniging. Het wedstrijdzwemmen groeide gestaag. Schoolslagzwemmer Kees Uittenhout brak een 'eeuwenoud' Nederlands record.
Vanaf 1977 braken de hoogtijdagen aan van waterpoloër Stan van Belkum en zwemmer Edward Maasdijk. Op 30 september 1983 opende clubhuis 'De Waterkeet' zijn deuren naast zwembad De Zijl. Tevens organiseerde De Zijl-LGB in dat jaar een ronde van de Europa Cup II. In de halve finale in het Joegoslavische Split werden de heren uitgeschakeld. Daarnaast werden er allerlei andere activiteiten, zowel in als buiten het zwembad, georganiseerd. In 1989 startte onder leiding van George Sieverding het langebaanzwemmen.
De Zijl-LGB kreeg het steeds moeilijker, zowel sportief als financieel. In 2003 werd besloten om voor de waterpolotak een startgemeenschap te vormen met 'Zwem & Polovereniging Vivax', een zwemsportvereniging uit Oegstgeest.

## Erelijst
Heren:
- KNZB Beker 2 (ManMeer!-Cup)

2013
Dames:
- zie hiertoe het artikel over ZVL.

## Triatlon
De Zijl Zwemsport organiseerde jaarlijks in de maand augustus de triatlon van Leiderdorp.

## Waterpolo
De Zijl Zwemsport kwam met het eerste herenteam uit in de landelijke hoofdklasse. In totaal waren er rond de 15 teams die deelnamen aan de competitie.
De Zijl-LGB en Vivax speelden tot begin 2008 als een startgemeenschap onder de naam De Zijl-LGB/Vivax. In 2006/07 werd De Zijl-LGB/Vivax derde van Nederland en dat gaf recht op deelname aan de Europese LEN-Trophy in 2007/08. Voor de eerste kwalificatieronde moest De Zijl-LGB/Vivax naar Tenerife om daar tegen de thuisclub Martianez, de Russische club CSKA Moskou en de Engelse club Manchester te spelen. Tijdens dat toernooi won De Zijl-LGB/Vivax alleen van Manchester, eindigde het daarmee als derde van de vier en was het uitgeschakeld (alleen de eerste twee gingen door).
In november 2007 werd besloten een andere naam aan de startgemeenschap te geven, waarmee De Zijl Zwemsport was geboren.

### ZVL (Dames)
De dames van De Zijl Zwemsport kwamen sedert het seizoen 2004-2005 uit in een startgemeenschap onder de naam ZVL. ZVL was het resultaat van een samenwerkingsverband van drie verenigingen in de regio Leiden en Oegstgeest. Met ZVL wilden ze opnieuw een hoofdrol vervullen in de nationale hoofdklasse van de dames. De letters ZVL staan voor De Zijl-LGB, Vivax en  LZ 1886.

## Wedstrijdzwemmen
De selectie van het wedstrijdzwemmen kwam uit in de landelijke competitie. Femke Heemskerk is de bekendste exponent van deze afdeling. Ze kwam op jonge leeftijd van Z&PC Alkemade en vertrok naar het Nationaal Zweminstituut Amsterdam.

## Bekende leden
- Iefke van Belkum (waterpolo)
- Marc van Belkum (waterpolo)
- Stan van Belkum (waterpolo)
- Jantien Cabout (waterpolo)
- Mieke Cabout (waterpolo)
- Biurakn Hakhverdian (waterpolo)
- Femke Heemskerk (zwemmen)
- Anne Heinis (waterpolo)
- Noeki Klein (waterpolo)
- Hans Nieuwenburg (waterpolo)
- Albert Spijker (waterpolo)
- Kees Uittenhout (zwemmen)
- Harry Vriend (waterpolo)